# Kirche St. Oswald (Nußberg)

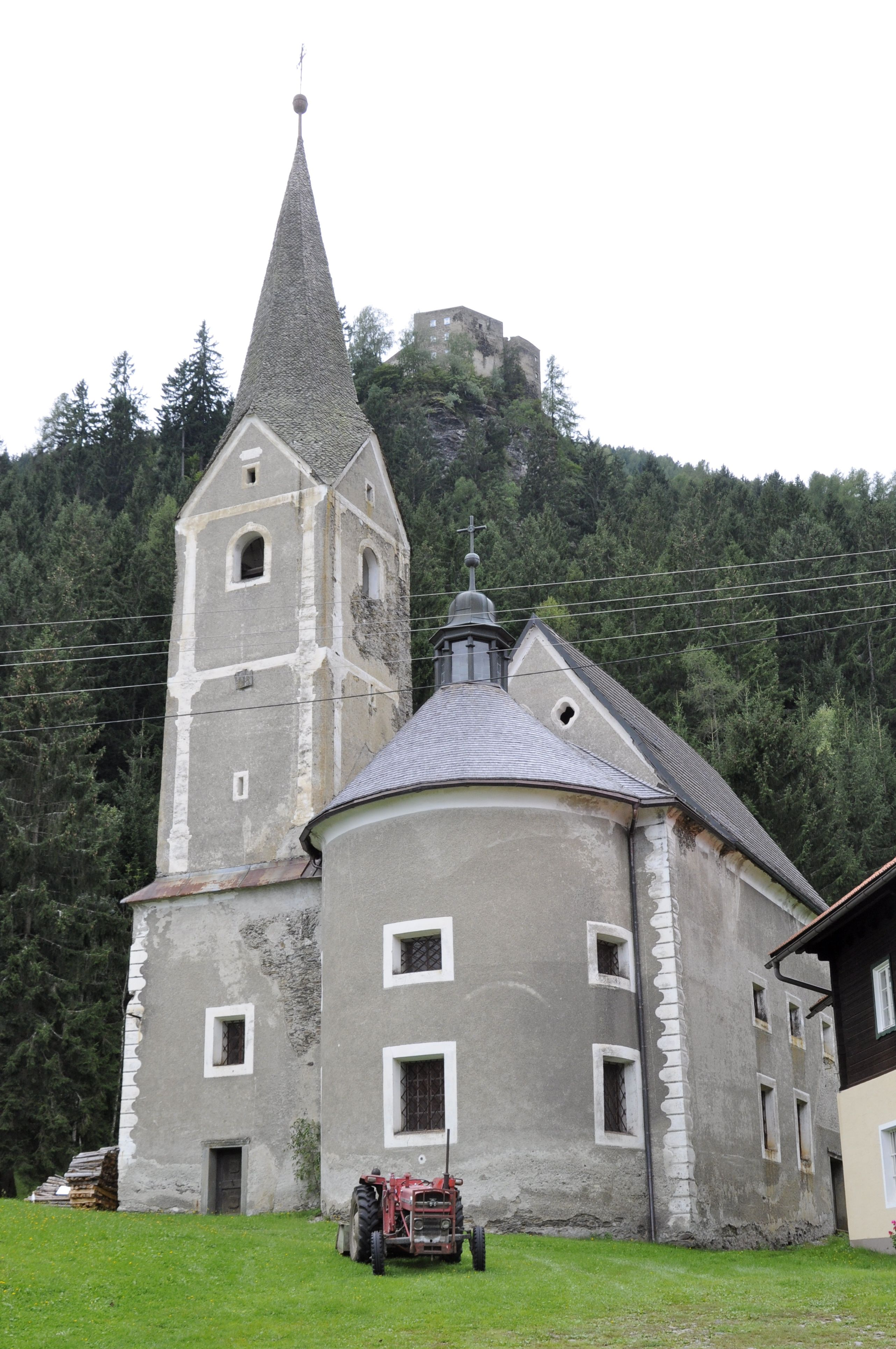
Die Kirche Hl. Oswald in Nußberg

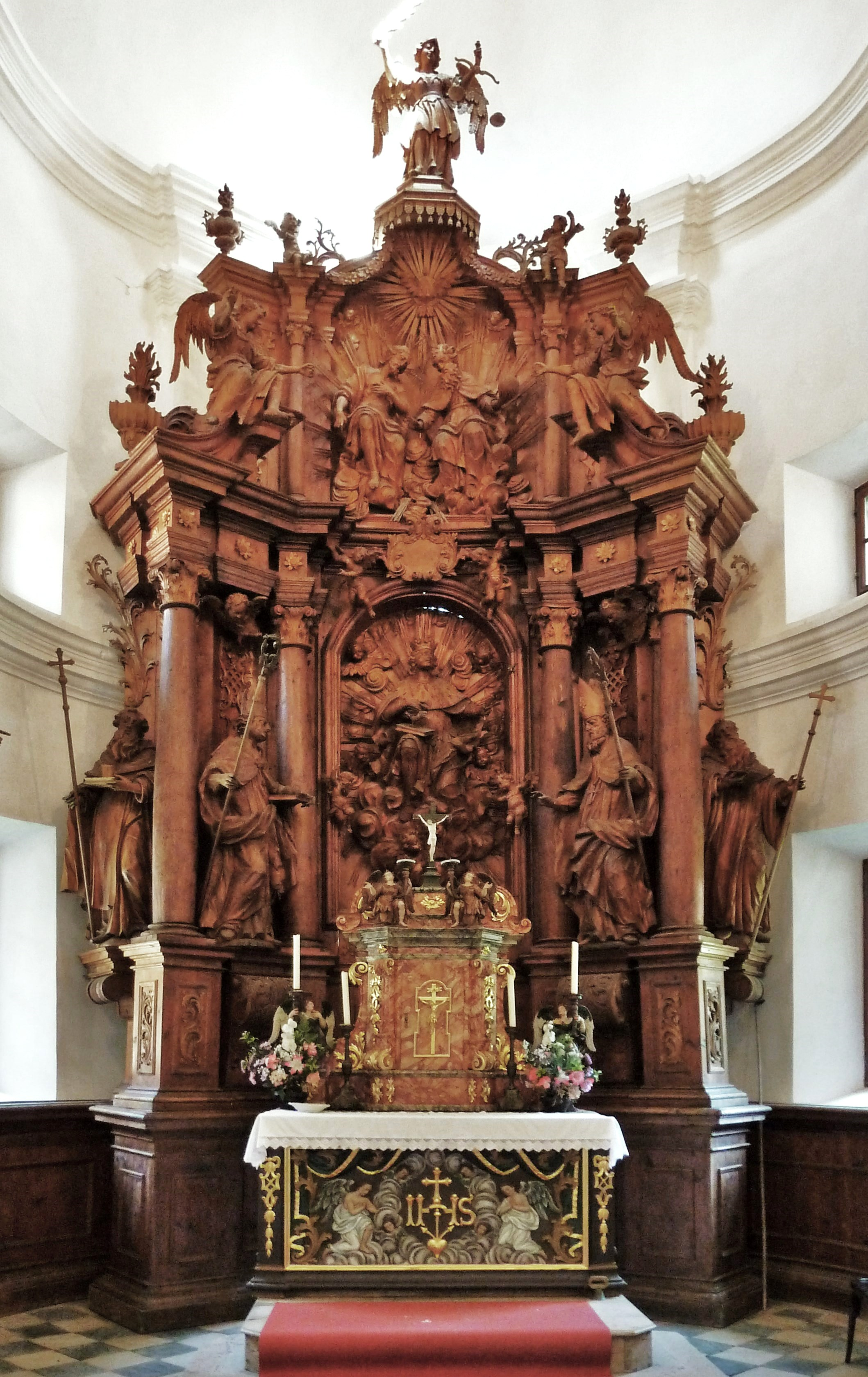
Der Hochaltar

Die Kirche St. Oswald ist eine katholische Kirche in der Ortschaft Nußberg, Gemeinde Frauenstein in Kärnten. Sie ist dem hl. Oswald geweiht und eine Filialkirche der Pfarre Obermühlbach. Sie steht etwa 3 km nördlich von Sankt Veit an der Glan nahe der Straße nach Steinbichl am Fuße des Burghügels der Burgruine Nußberg.

## Geschichte
Die heutige Kirche wurde 1739 anstelle eines erstmals 1372 urkundlich erwähnten Vorgängerbaues errichtet. 1596 bis 1675 hatte die Herrschaft von Frauenstein die Vogteirechte über das Gotteshaus.

## Bauwerk
Das einschiffige Langhaus hat einen eingezogenen Chor mit Rundapsis. Der Turm an der Chor-Südseite ist im Kern gotisch, durch Glatt- und Rauputz dreigeschoßig gegliedert.

## Einrichtung
Der um 1740 aus Lindenholz geschnitzte Hochaltar von Johann Pacher (zumindest aus seiner Werkstatt) ist nicht farbig gefasst. Dargestellt ist der hl. Oswald flankiert von den Heiligen Benedikt, Liborius, Valentin und Antonius als lebensgroße Figuren. Der Aufsatz zeigt die Heilige Dreifaltigkeit, darüber steht der Erzengel Michael. An der Nordseite des Langhauses steht ein Seitenaltar vom Ende des 17. Jahrhunderts mit neuerer Madonna mit Kind.
Die geschnitzte Kanzel (J. G. Hittinger, 1779) ist ebenfalls nicht gefasst. Auf dem Schalldeckel steht eine Statue des Guten Hirten. Ein Feld des Korbes zeigt als Relief den Sämann - bemerkenswert: Im Hintergrund ist der wieder Unkraut säende Teufel zu sehen.
Die Nord- und die Südseite des Chores haben Emporen mit schmiedeeiserner Brüstung. 

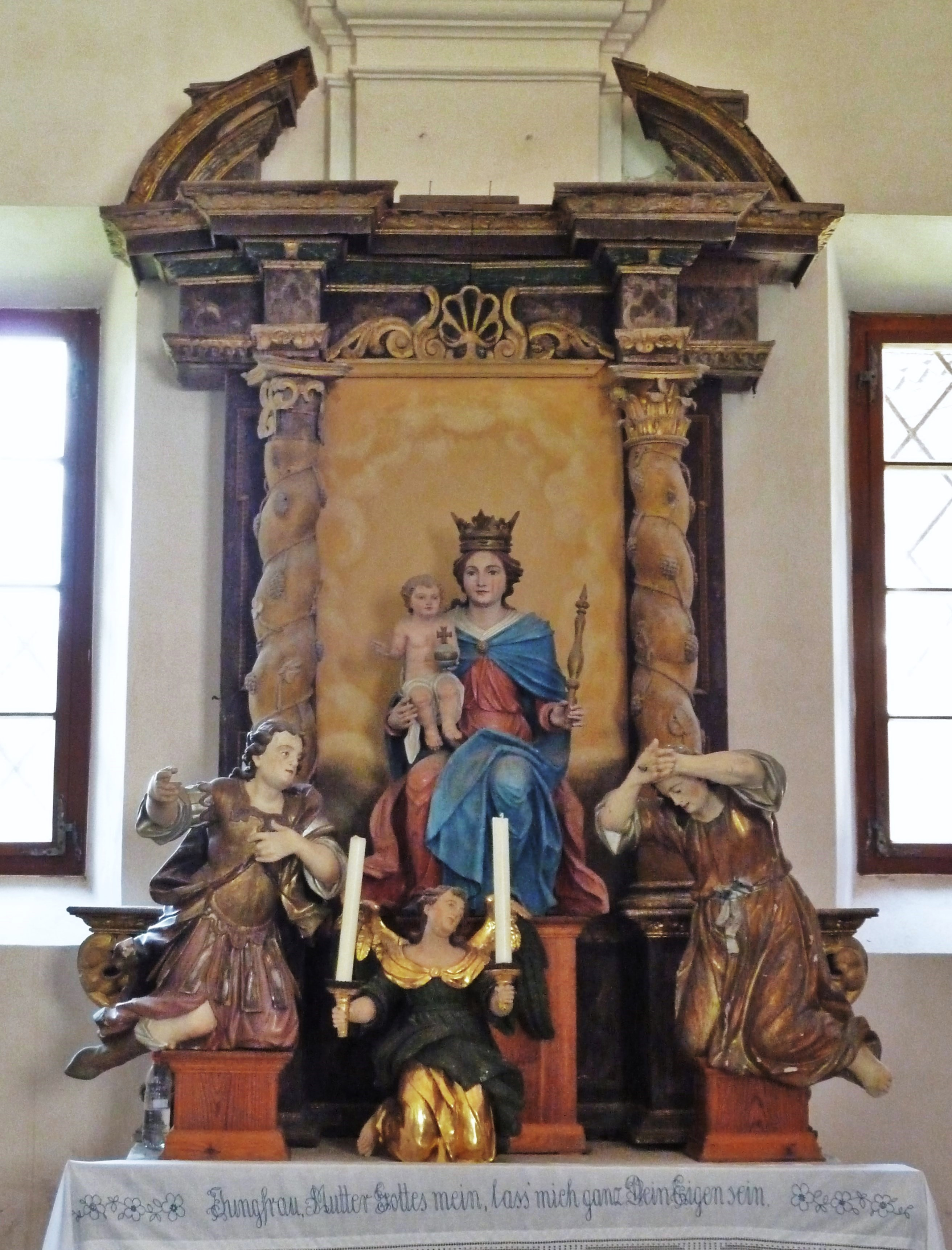
Der nördliche Seitenaltar
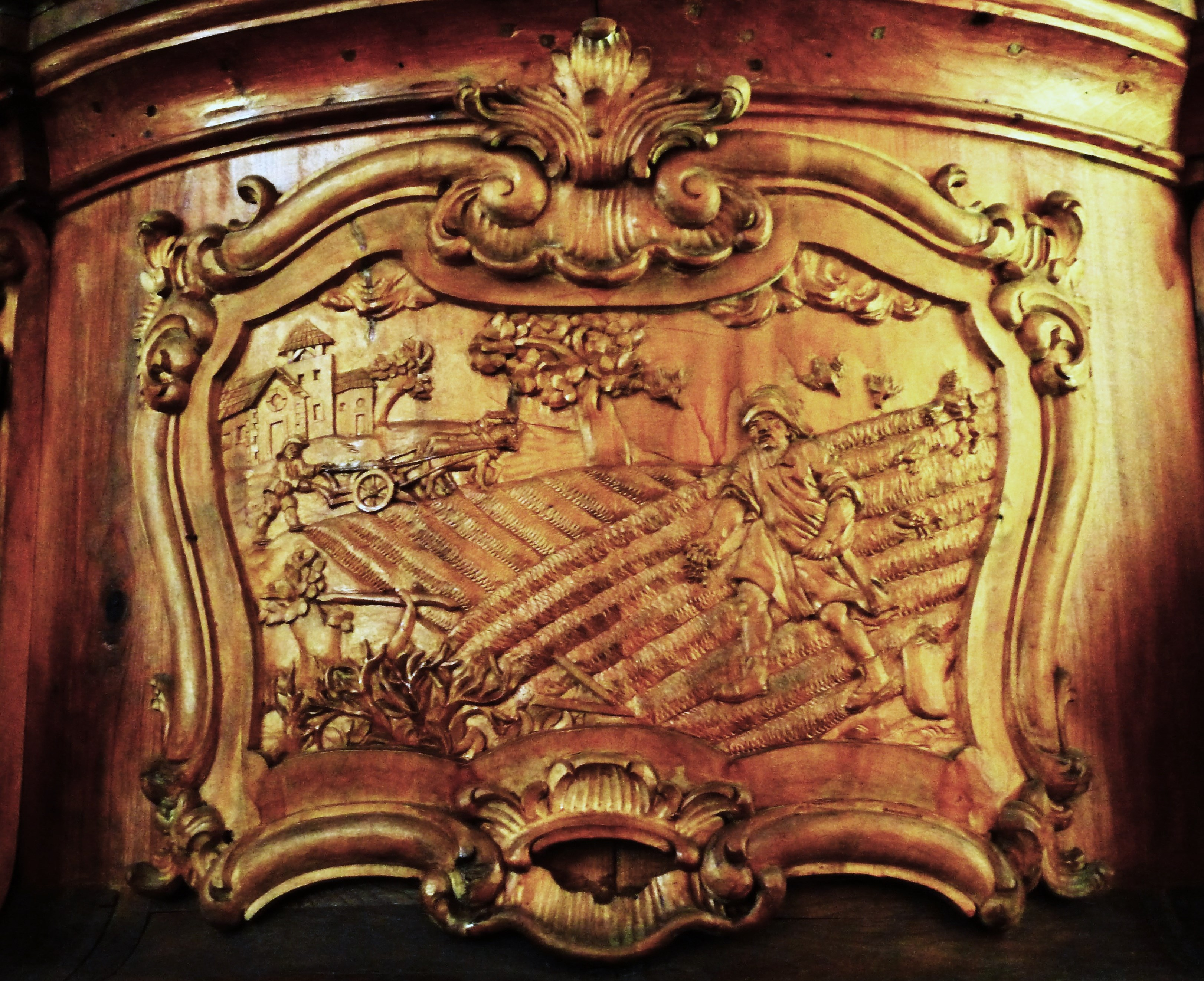
Korb der Kanzel. Die Teilansicht zeigt den Sämann, im Hintergrund den wieder Unkraut säenden Teufel
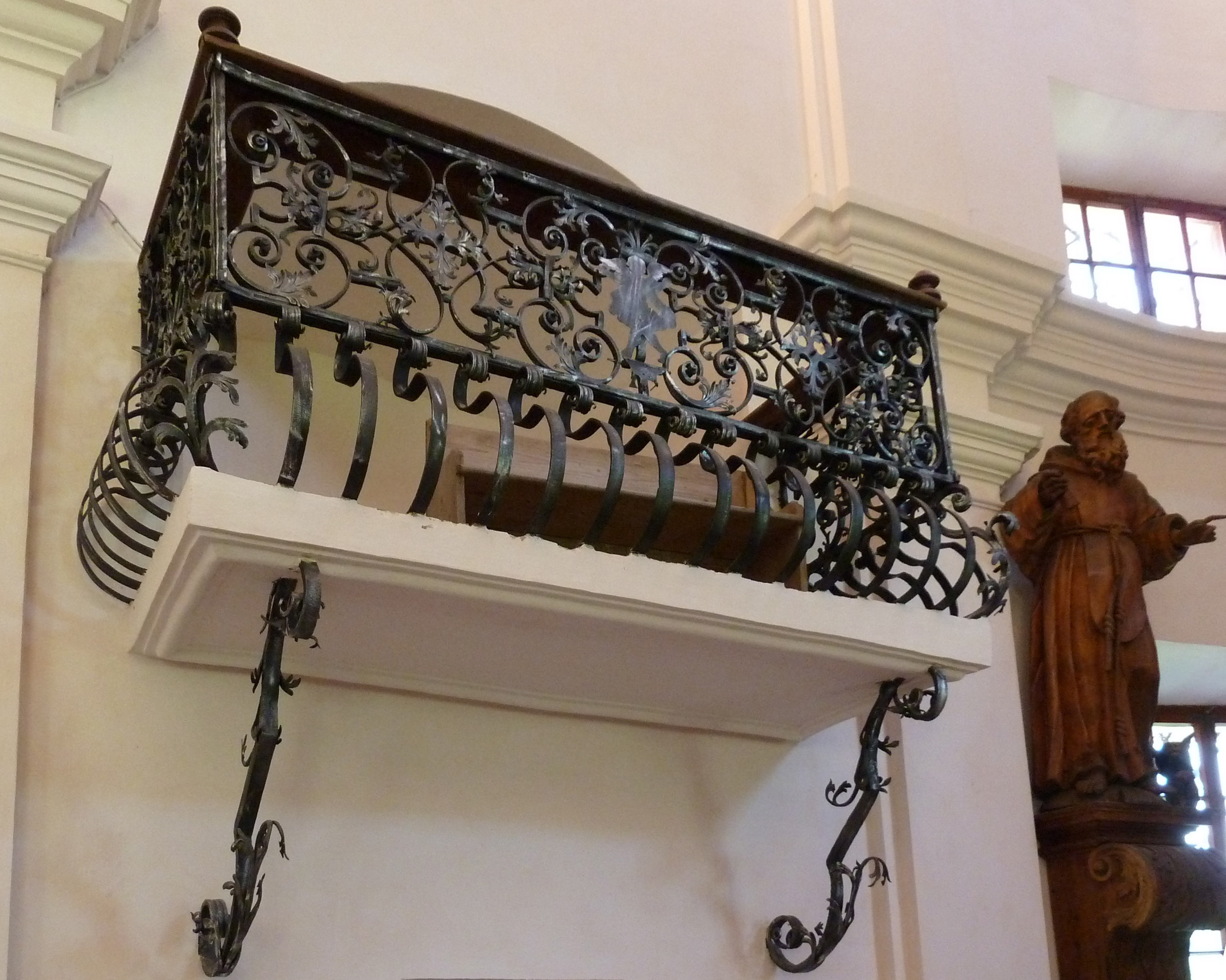
Empore an der Nordseite des Chores mit schmiedeeiserner Brüstung
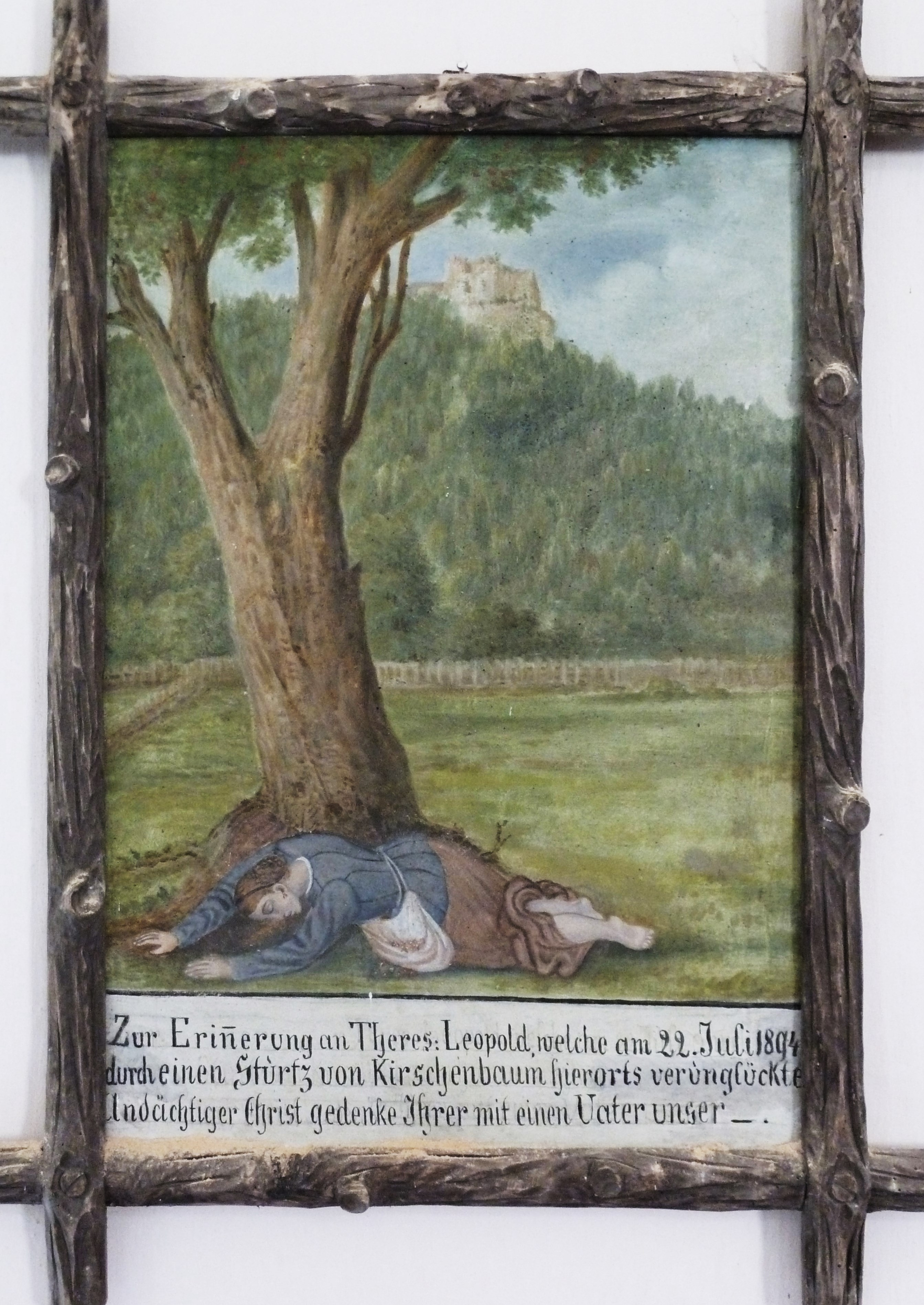
Votivbild